# Топовка (село)
Топовка — село в Лысогорском районе Саратовской области. Входит в состав Гремячинского муниципального образования.

## География
Находится на расстоянии примерно 34 километров по прямой на восток от районного центра поселка Лысые Горы.

## История
Официальная дата основания 1780 год.

## Население
Постоянное население составило 81 человек (94% русские) в 2002 году, 84 в 2010.